# Зарубин, Иван Никифорович
Ива́н Ники́форович Зару́бин (1736, Яицкий городок — 24 января [4 февраля] 1775, Уфа, Оренбургская губерния), больше известный по прозвищу Чика — яицкий казак, участник Яицкого восстания 1772 года и Крестьянской войны 1773—1775 годов под предводительством Емельяна Пугачёва. Стойкий защитник казачьих прав. Племянник походного атамана И. Ульянова. С декабря 1774 года по март 1775 года под именем «графа Чернышёва» руководил осадой Уфы и в целом боевыми действиями в Башкортостане, Прикамье, на Урале и в Западной Сибири.

## Биография

### Зарубин на Узенях
Чика-Зарубин стал одним из зачинщиков Яицкого восстания 1772 года. Все повстанцы (особенно, преобладавшие на Яике староверы) глубоко почитали Государя-мученика Петра III. А многие даже сомневались в его гибели. После Ембулатовской катастрофы Зарубин сумел избежать жестокого наказания — и в июле 1772-го, вместе с двоюродным братом Ильёй Ульяновым (сыном Яицкого походного атамана), укрылся в дальних степных хуторах, за пределами Земли Яицкого войска — «на Узенях» (в бассейне «рек внутреннего стока» Большой Узень и Малый Узень). Зарубину также удалось спасти одно из войсковых знамён. «Оно нам ещё изгодится!» — пророчески сказал Чика-Зарубин перед отъездом на Узени, где ему предстояло прожить в безвестности несколько месяцев, перебираясь с хутора на хутор…

### Встреча Зарубина с Пугачёвым
Ивану Зарубину могли бы предстоять долгие безвестные скитания, если бы судьба не свела его с другим безвестным скитальцем — самозванцем Лже-Петром III. Обстоятельства встречи Зарубина с Пугачёвым весьма подробно изложены в протоколе показаний сотника Т. Г. Мясникова на допросе в Оренбургской секретной комиссии (9 мая 1774 года).
Где-то в августе 1773 года Зарубин нелегально вернулся в родной Яицкий городок и заявился к своему приятелю и прежнему соратнику Мясникову. «Давай, съездим на Таловый умёт, на сайгаков поохотимся!» — неожиданно предложил Чика. Догадываясь, что не в сайгаках, конечно же, дело, — Мясников согласился… Едва они выехали из города, Чика неожиданно сказал: «Поедем со мною, Тимофей, посмотрим проявившегося Государя Петра Фёдоровича!.. Я слышал, что он здесь, на Таловой». Видимо, этот слух (правдивый лишь отчасти) и привёл беглеца Зарубина в родной город… К вечеру друзья добрались до Талового умёта. Там они встретили «каких-то двух мужиков». Подъехав к мужикам, Чика о чём-то тихо переговорил с одним из них. А потом Чика, вернувшись к Мясникову, сказал: «Нет его теперь здесь, он отлучился куда-то и будет сюда завтре рано». А незнакомец подтвердил: «Вы ночуйте здесь. Он завтре сюда будет, и вы его увидите!»… Поутру 28 августа 1773 г. тот же незнакомой мужик, придя к ним, сказал: «Государь ещё не бывал, подождите, он скоро будет». Решив, что «Государь», может быть, ещё нескоро возвратится, Мясников и Зарубин поехали вдоль речки Таловой, чтобы, и в самом деле, немножко пострелять сайгаков. Однако, проехав с версту, они увидели на другой стороне речки едущих в телеге яицких казаков Д. Караваева и М. Шигаева. Караваев сидел верхом, а Шигаев был в телеге… Подъехав на близкое расстояние, Мясников с Зарубиным увидели, что те двое остановились и стали выпрягать лошадь. Когда ж они с подъехали вплотную, то увидели уже одного Караваева, а Шигаев скрылся в кустах…
«Зачем вы сюда приехали?» — спросил Чика Караваева. На что Караваев ответил: «Я приехал сайгаков стрелять, да теперь холодно, так остановился, подожду пока солнце взойдёт повыше и будет потепляе». Тогда Мясников с Чикой спросили: «Да с кем же ты сюда приехал? Мы тебя видели сам-друг!» Караваев, ехидно, улыбнувшись, ответил: «Со мною ехал один казылбашенин, да он пошёл сайгаков стрелять, а я здесь остался отдохнуть…» Тогда Чика крикнул Караваеву: «Полно от нас таиться! Ведь мы знаем, зачем вы сюда приехали!» Караваев спросил: «Да зачем же, ты думаешь?» — на что Чика сказал: «Полно, брат, лукавить-то, ведь вы приехали сюда не сайгаков стрелять, а смотреть Государя Петра Фёдоровича, который, слышно, живёт здесь». Тогда Караваев ответил: «Полно врать-то! Мы этого и не слыхивали, и не знаем». Но Зарубин продолжал настаивать: «Да полно уж от меня таиться! Ведь я знаю, мне всё сказано!». Только тогда Караваев счёл за лучшее признаться Чике: «Ну, ин это правда, что за тем. Только ты помолчи!». Тогда и Чика открыл сваи намерения: «Мы и сами за тем же сюда приехали». А Караваев честно ответил: «Да его здесь нету, погодите немного»… Караваев удалился. Прошло около часу. Появился тот же местный мужик — и объявил: «Государь приехал и теперь сидит с казаками» (имея в виду Караваева и Шигаева). Однако, когда Мясников, с Чикою прибыли в условное место, «где мужик им указывал», — то обнаружили там только одного Караваева. Когда же Чика стал спрашивать: «Да где ж Государь-то? Нам сказали, что он у вас». А Караваев сказал: «Нет его здесь, поди спроси его на умёте». Куда Чика и съездил, но вскоре вернулся. «Что вы таитесь меня и его не показываете? Ведь я за тем сюда приехал, чтоб его видеть, и так я рад его дожидаться до самой ночи, и отсюда не поеду, пока не увижу!» — жёстко сказал Караваеву Чика. «Слезь-ка с лошади да перекрестись пред образом, чтоб никому об этом не сказывать! А без того я тебе мало верю!» — ответствовал осторожный и осмотрительный, но, по всей видимости, глубоко-набожный Денис Караваев. Тогда и Чика, и Мясников слезли с лошадей и сотворили пред святым образом клятву, что сие пребудет от них в тайне. И тут же на голос Караваева, которой крикнул: «Выходите из оврагу!», появился Шигаев, а с ним неизвестный в шерстяном армяке, в сапогах и в шляпе. От весьма наблюдательного Тимофея Мясникова не укрылось, что этот «неведомо какой человек» был «похож на казака», — но тогда ни Мясников, ни Зарубин (если Мясников поделился с ним своими впечатлениями) не придали этому значения…
Неизвестный, поравнявшись с ними, снял шляпу, поклонился, и торжественно произнёс: «Здравствуйте, господа казаки войска Яицкаго!» А затем продолжил: «Ну, господа казаки, вы пришли сюда и хотите видеть Государя Петра Фёдоровича? Так я самой тот, кого вы ищете и теперь своими глазами видите! Я по ненависти бояр лишён был царства и долго странствовал. А теперь хочу по-прежнему вступить на Престол и за тем к вам пришёл. Примете ли вы меня к себе и возьмёте ли на свои руки?» Тогда Караваев спросил: «Цари, я слыхал, имеют на себе царские знаки. Так, буде ты — царь, то покажи нам их!» Незнакомец, недолго думая, разрезал ножом ворот своей рубахи, показал им пятна груди — и самоуверенно сказал: «Вот, смотрите, ведь у вас таких знаков нет. Не сумневайтесь об этом, я есть подлинно государь Пётр Третий!» После чего продолжал: «Ну, теперь вы видите меня. Так хотите ли взять под своё сохранение? Вы — люди обиженные и разорённые, так я за вас вступлюсь. А вы — меня не оставьте и вступитесь! А до времени никому из ваших „послушных казаков“ не сказывайте!». И тогда Караваев, по воспоминаниям Мясникова, сказал Зарубину: «Ты, Чика, знаешь все урочища безопасные, так возьми Государя сохрани!». Чика взялся. И сохранил: «с крайним рачением укрыл его от поимки, когда за самозванцем выслана была из города сыскная команда…» — как сказано в Сентенции о наказаниях от 10 января 1775 года.

### Военная карьера
Зарубин, Шигаев, Мясников, Караваев и Кожевников регулярно навещали Пугачёва, к тому моменту укрывшегося на постоялом дворе отставного солдата С. М. Оболяева. Казаки-заговорщики обсуждали планы нового вооружённого выступления на Яике. 31 августа Пугачёв, сочтя, что у Оболяева небезопасно, переехал на хутор казака Кожевникова. Сюда-то Зарубин и другие казаки привезли 12 старых войсковых знамён, которые тайно сберегались с 1772 года. Теперь им предстояло сыграть свою роль в жестокой гражданской войне…
С первых дней восстания, начавшегося 17 сентября 1773 года, Зарубин находился в числе ближайших советников Пугачёва. Когда из Яицкого городка прискакал на постоялый двор гонец, передавший, что коменданту правительственного гарнизона стало известно о месте укрытия «государя» и на его розыски выслана команда, — казаки свернули лагерь и выехали к хутору казака Толкачёва. В пути Пугачёв поручил Чике-Зарубину собрать на Толкачёвский хутор всех единомышленников, а юному Ивану Почиталину — подумать над текстом царского указа к Яицкому войску: «Ну как народ сойдётца, а нас письменнова ничего нету, штоб могли народу объявить».
Иван Почиталин хорошо знал предания из истории Яицкого войска, в том числе и о погибшей в пожаре грамоте царя Михаила Фёдоровича, в которой казакам была жалована «река Яик с вершины до устья». Присутствуя в доме отца при беседах казаков «Войсковой партии», Иван прекрасно представлял себе, о каких старинных вольностях, отнятых правительством, были все их чаяния. Из этих положений и сложился текст первого указа «амператора Петра Федаравича». На хуторе Толкачёва Почиталин зачитал его прибывшим туда с окрестных хуторов и форпостов казакам. Как вспоминал Пугачёв после ареста: при чтении «все люди были тогда в великом молчании и слушали, как он приметить мог, весьма прилежно». Пугачёв обратился к собравшимся: «Хорошо ль? И вы слышали ль?», услышав в ответ всеобщие крики: «Хорошо! И мы слышали и служить тебе готовы!»
После чего отряд во главе с Пугачёвым, под старинными знамёнами, сохранёнными Чикой-Зарубиным и другими повстанцами, двинулся в сторону Яицкого городка. Во всех попутных казачьих селениях Почиталин зачитывал указ с неизменным всеобщим одобрением: в результате, при подходе к Яицкому городку 18 сентября численность отряда достигла 300 человек. Навстречу восставшим из города вышел сводный отряд из казаков, под командой старшины Акутина, и гренадер правительственного гарнизона, под командой капитана А. П. Крылова. Посланный от Пугачёва казак передал список указа Акутину, с требованием прочесть его казакам. Акутин отказался, заявив, что считает государыней Екатерину, а список отдал Крылову, который прочёл его молча и спрятал в карман со словами: «Пропали вы, войско Яицкое!»
Зарубин вошёл в «Тайную думу» самозванца, занимал командные посты в повстанческом войске, участвовал во взятии яицких крепостей и в боях под осаждённым Оренбургом. Вместе с походным атаманом А. А. Овчинниковым, Чика-Зарубин возглавлял сводный отряд, который в боях 7-9 ноября у деревни Юзеевой, под Оренбургом, нанёс поражение карательному корпусу генерала В. А. Кара. После чего Кар сдал командование корпусом генерал-майору Фрейману и уехал в Москву.
В самом начале декабря 1773 года Зарубин был послан в Уфимский уезд, на Воскресенский медеплавильный завод, для организации производства пушек и снарядов. Сопровождали Зарубина вышеупомянутый Илья Ульянов и Яков Антипов. Дело стало быстро налаживаться: «заводские зачали уже лить чугунныя пушки». Однако, Зарубину удалось пробыть на Воскресенском заводе не больше недели…
В начале декабря — то ли из конспиративных, то ли из пропагандистских соображений — Пугачёв пожаловал хранителю войскового знамени титул «графа Чернышёва». После чего 14 декабря отправил Зарубина с Воскресенского завода под Уфу, для руководства находившимися там отрядами восставших. Иван Никифорович Зарубин незамедлительно покинул Воскресенский завод — чтобы появиться под Уфой в новом качестве «Ивана Никифоровича Чернышёва». Объединив разрозненные отряды (состоявшие из русских крестьян, казаков, башкир, татар, мещеряков, марийцев) в 12-тысячную армию, Зарубин-Чернышёв приступил к осаде Уфы, обороняемой гарнизоном и ополчением из отставных военных, местных казаков, дворян и посадских людей. По его инициативе, в селе Чесноковке, под Уфой, был сформирован штаб, осуществлявший руководство повстанческим движением на Среднем Урале, в Прикамье и Зауралье, дополнявший собою деятельность главной ставки Пугачёва, находившейся в Бердской слободе, под Оренбургом.
В январе 1774 года в подчинение Чики-Зарубина вошли атаманы и полковники, державшие, со своими отрядами, в блокаде Кунгур: И. С. Кузнецов, Салават Юлаев, Бахтияр Канкаев, Ильчигул Иткулов, М. Е. Мальцев и мещеряк Канзафар Усаев. В том же месяце атаманы И. Н. Белобородов и Усаев предприняли поход к Екатеринбургу. В конце января Зарубин приказал атаману Кузнецову вызвать Канзафара Усаева под Кунгур — и арестовать:
- за неисполнение приказов,
- за присвоение трофейного имущества
- и за беспричинную казнь коменданта Ачитской крепости капитана В. Воинова.

После чего Чика-Зарубин отправил Канзафара на суд к Пугачёву. Доставленный под конвоем и в цепях в Бердскую слободу, тот предстал перед Пугачёвым, повинился в своих проступках и был помилован. Самозванец вновь отправил Усаева под начало Белобородова…
Несмотря на неудачи под Уфой, авторитет и власть «графа Чернышёва» вскоре были признаны на огромной территории, переданной Пугачёвым в ведение Зарубина и Чесноковского штаба. В начале января 1774 г. с захваченного восставшими Ижевского завода в Чесноковку были отправлены заводская казна и отряд заводских людей численностью до 1700 человек. Прибыли в Чесноковку и контингенты с Воткинского завода. Зарубину адресуются боевые донесения о действиях повстанческих отрядов в Казанском крае и в Пермской провинции, из-под Челябинска и со всех четырёх дорог Башкортостана. Распоряжениями Зарубина в Казанской губернии назначаются атаманы и есаулы. В Чесноковке получил чин полковника действовавший под Осой и Верхними Муллами Абдей Абдуллов. Весть о представителе «царя Петра III» на Урале дошла до Сибирских пределов…
8 февраля 1774 года атаман Грязнов, посланный Зарубиным под Челябинск, с большим трудом сумел взять эту крепость… Между тем, затянувшаяся борьба за Уфу не увенчалась успехом. В ходе четырёхмесячной осады, отряды Зарубина не раз штурмовали её, врывались в предместья, но не смогли сломить сопротивления осаждённых. Тем временем к Уфе приблизился подошедший с запада карательный корпус И. И. Михельсона, который 24 марта 1774 года атаковал Зарубинские отряды. Накануне к Зарубину-Чике в Чесноковку заехал Канзафар, следовавший на северо-восток, к Белобородову. И личным врагам пришлось сражаться плечом к плечу!.. Более четырёх часов зарубинцы отчаянно оборонялись, не раз бросались в контратаки, но не смогли устоять против фронтального и фланговых ударов, — и ретировались, оставив на поле боя до 500 человек убитыми, все пушки, а в ходе отступления потеряв до 7 тысяч человек пленными. Среди попавших в плен оказался и Канзафар, вскоре, впрочем, сподобившийся бежать из плена.

### Пленение и казнь
Сам Зарубин, после разгрома под Чесноковкой, вместе со своими ближними соратниками (И. И. Ульяновым, И. В. Губановым, С. П. Толкачёвым) и ещё 20-ю казаками, бежал в крепость Табынск. Где удача уже окончательно изменила ему. Здесь 26 марта Зарубин, Ульянов, Губанов и Толкачёв были схвачены табынскими казаками, взявшими сторону правительственных войск. Через 2 или 3 дня была сделана попытка освободить Зарубина и его товарищей. Из рапорта полковника Михельсона от 30 марта 1774 года следует, что один из повстанческих атаманов попытался освободить пленных: «он возмущал иноверцов, чтобы отбить называемого графа Чернышёва с его сообщниками». И как указывалось в официальных документах, он бы освободил зарубинцев, «когда б не поспешила посланная команда». Вышеупомянутый анонимный атаман был схвачен и по приказу Михельсона повешен.
Следствие над Чикой-Зарубиным вели в Уфе, затем в Казани. Всё это время на допросах он держался с несгибаемым упорством и мужеством. Чику обвиняли в том, что он «при самом начале бунта злодея паче всех в самозванстве утвердил, многим другим соблазнительный пример подал». Возглавлявший следствие П. С. Потёмкин доносил Екатерине II, что ему так и не удалось склонить Зарубина к раскаянию и добиться от него откровенных показаний. На требование Потёмкина признать свою вину, Зарубин ответил, что все его помыслы и деяния «есть истинное служение Отечеству», направленное на защиту «нещастного Государя».
В ноябре 1774 года Зарубин, как и ближайшие соратники Пугачёва — Перфильев, Шигаев, Подуров и Торнов — был отконвоирован в Москву — в Тайную экспедицию, где производилось «генеральное следствие». Но и здесь, как и во время допросов в Казани, Зарубин, несмотря на жесточайшие пытки, проявил большое личное мужество. Он отказывался отвечать на вопросы обер-палача С. И. Шешковского, лично ведшего следствие.
По приговору от 9 (20) января 1775 года Зарубин был осуждён на смертную казнь в Уфе — «как в главном из тех мест, где все его богомерзкие дела производимы были». Но перед этим Чика-Зарубин принуждён был лицезреть на Болотной площади Садовнического острова казнь своих соратников; казнь самозванца, которому он вверил свою судьбу. Здесь же на глазах Чики палачи вырвали ноздри Ивану Почиталину и Денису Караваеву.
Далее Зарубина перевезли в Уфу, которую он безуспешно осаждал 10 месяцев тому назад.
24 января (4 февраля) 1775 года Иван Чика-Зарубин был обезглавлен в Уфе, самым последним из всех предводителей восстания, приговорённых к казни.
Голову славного «горыныча» палач насадил на кол, тело было сожжено.

## Посмертная репутация
В Сентенции о наказаниях от 10 января 1775 года навязчиво подчёркивается, что Чика-Зарубин 
чинил многие смертоубийства верным рабам Ея Императорского Величества.
А. С. Пушкин в «Истории Пугачёвского бунта» характеризует Чику как «человека хитрого и свирепого». Современный историк Н. Ф. Шахмагонов идёт ещё дальше, утверждая, что Чика «отличался особой жестокостью, звероподобностью»!.
Однако, науке неизвестны прецеденты причастности Ивана Зарубина к каким бы то ни было военным преступлениям. Совершались ли вообще таковые преступления пугачёвцами на территории вверенного Чике Уфимского уезда? — достоверный сведений об этом нет. Хотя по другим охваченным восстанием регионам имеются подробные списки убитых. Согласно подсчётам М. И. Девлеткамова, в Пензенском уезде (где Чика-Зарубин никогда не бывал) приняли смерть от рук повстанцев 169 мужчин (из них — 97 штатских, в том числе несовершеннолетних) и 105 женщин (почти все они — дворянки, жёны и дочери офицеров правительственной армии). А вот данные по Пермскому уезду (где Чика-Зарубин оперировал наряду с другими командирами): от рук пугачёвцев здесь погибли 56 мужчин и всего одна женщина!
Выше упоминался конфликт Ивана Зарубина с Канзафаром Усаевым — в связи с санкционированной последним казнью пленного коменданта Ачитской крепости. Таким образом, имеются некоторые основания для того, чтобы видеть в Зарубине «гуманного и справедливого полководца».

## Комментарии
1. 1 2 3 4 5  Девлеткамов М. И. «Вехи борьбы за Яик» // Ракурс. — 2004. — № 2.
2. 1 2 3  Кирилл Козубский «Генерал-мученик Иван Чика-Зарубин» (Кимры, 2023)
3. ↑  Азербайджанец из этноконфессиональной общности кызылбашей (буквально: „красноголовых“).
4. ↑  Мясников про себя отметил, что наречие незнакомца было малороссийским. Впоследствии Екатерина II также считала, исходя из каких-то не дошедших до нас сведений, донского казака Пугачёва — человеком породы малороссийской. Вероятно, предки его были днепровскими казаками, эмигрировавшими на Дон в XVI или XVII столетии.
5. ↑  Это были пятна от золотухи!
6. ↑  В то время „послушными казаками“ на Яике именовались старшины-соглашатели, раболепствовавшие перед Екатериной II. При поддержке царской администрации, они стремились утвердить наследственную власть в войске (перешагнув через старинные основы казачьего самоуправления!) и своекорыстно захватить в свои руки распределение войсковых доходов. Синоним: „Партия старшинской руки“ (в противоположность „Партии войсковой руки“, поднявшей Яицкое восстание 1772 года).
7. ↑  Которое вошло в историю как Пугачёвское, — хотя сами повстанцы не называли и не могли его так называть.
8. ↑  За это указом от 1 декабря 1773 года Кар был отправлен в отставку, с запретом проживания в столицах.
9. ↑  Новости | Известия. Дата обращения: 19 августа 2009. Архивировано из оригинала 13 мая 2012 года.
10. ↑  Пугачёв прислал Чике из Берды «Высочайшее повеление» прибыть под Уфу.
11. ↑  В народном сознании Чика зачастую ассоциировался с графом Захаром Григорьевичем Чернышёвым, отличившимся в Семилетней войне. Но который, со своей стороны, сохранил верность Екатерине II. На момент восстания Захар Григорьевич находился в Белоруссии.
12. ↑  Пугачёвцы не раз штурмовали этот город, но взять не смогли.
13. ↑  Башкирия вплоть до конца XVIII в. делилась на четыре административные единицы, которые назывались дорогами. Западная часть Башкирии называлась Казанской дорогой, центральная и южная часть — Ногайской, восточная часть — Сибирской; территория, тянувшаяся узкой полосой к северу от города Уфы, — Осинской дорогой.
14. ↑  По утверждению Н. Ф. Дубровина, Зарубин ещё за несколько дней до разгрома отправил в Табынск казну и часть провианта. См.: Дубровин Н. Ф. Пугачёв и его сообщники. Эпизод из истории царствования Императрицы Екатерины II. — СПб.: тип. Н. И. Скороходова, 1884. — Т. 3. — 416 с.
15. ↑  Имя его в документе не указано.
16. ↑  В июне 1774 г. башкиры отомстили табынским казакам, атаковав и предав огню предместье Табынска. См.: Дубровин Н. Ф. Пугачёв и его сообщники. Эпизод из истории царствования Императрицы Екатерины II. — СПб.: тип. Н. И. Скороходова, 1884. — Т. 3. — 416 с.